# Nordirische Fußballnationalmannschaft der Frauen/Europameisterschaften
Der Artikel beinhaltet eine ausführliche Darstellung der nordirischen Fußballnationalmannschaft der Frauen bei Europameisterschaften und den Qualifikationen dazu. Nordirland nahm erstmals an der Qualifikation zur EM 1984 teil, nahm aber mehrmals nicht teil. Nordirland konnte sich erstmals im April 2021 für die 2022 stattfindende Endrunde qualifizieren und war dort einziger Neuling. Nach drei Niederlagen schieden die Nordirinnen aber nach der Gruppenphase aus und rangieren in der ewigen Rangliste auf dem letzten Platz.

## Übersicht
| Jahr | Gastgeberland     | Teilnahme bis …    | Gegner                           | Ergebnis | Trainer      | Bemerkungen und Besonderheiten                                                                    |
| ---- | ----------------- | ------------------ | -------------------------------- | -------- | ------------ | ------------------------------------------------------------------------------------------------- |
| 1984 | keine Endrunde    | nicht qualifiziert |                                  |          |              | In der Qualifikation als Gruppenletzter an England, Schottland und Irland gescheitert.            |
| 1987 | Norwegen          | nicht qualifiziert |                                  |          |              | In der Qualifikation als Gruppenletzter wieder an England, Schottland und Irland gescheitert.     |
| 1989 | Deutschland       | nicht teilgenommen |                                  |          |              |                                                                                                   |
| 1991 | Dänemark          | nicht qualifiziert |                                  |          |              | In der Qualifikation als Gruppenletzter wieder an der Niederlande und Irland gescheitert.         |
| 1993 | Italien           | nicht teilgenommen |                                  |          |              |                                                                                                   |
| 1995 | keine Endrunde    | nicht teilgenommen |                                  |          |              |                                                                                                   |
| 1997 | Norwegen/Schweden | nicht teilgenommen |                                  |          |              |                                                                                                   |
| 2001 | Deutschland       | nicht teilgenommen |                                  |          |              |                                                                                                   |
| 2005 | England           | nicht teilgenommen |                                  |          |              |                                                                                                   |
| 2009 | Finnland          | nicht qualifiziert |                                  |          |              | In der Qualifikation als Gruppenletzter an England, Spanien, Tschechien und Belarus gescheitert.  |
| 2013 | Schweden          | nicht qualifiziert |                                  |          |              | In der Qualifikation als Gruppenvierter an Norwegen, Island und Belgien gescheitert.              |
| 2017 | Niederlande       | nicht qualifiziert |                                  |          |              | In der Qualifikation als Gruppenvierter an der Schweiz, Italien und Tschechien gescheitert.       |
| 2022 | England           | Vorrunde           | England, Norwegen und Österreich | –        | Kenny Shiels | In den Play-offs der schlechteren Gruppenzweiten durch zwei Siege gegen die Ukraine qualifiziert. |
| 2025 | Schweiz           | nicht qualifiziert |                                  |          |              | In der Qualifikation im Play-off-Finale an Norwegen gescheitert.                                  |

## Die Turniere

### EM 1984
Die Nordirinnen nahmen an der ersten Qualifikation teil, in der sie auf England, Schottland und Irland trafen. Sie verloren alle sechs Spiele, dreimal aber nur mit einem Tor Differenz und konnten fünf Tore erzielen.

### EM 1987
Die Nordirinnen trafen auf die gleichen Gegnerinnen wie zuvor und verloren wieder alle Spiele. Nur die beiden Spiele gegen die Irinnen wurden knapp mit 0:1 verloren, in den Spielen gegen England und Schottland gab es dagegen deutliche Niederlagen.

### EM 1989
Diesmal nahmen die Nordirinnen nicht teil.

### EM 1991
Diesmal trafen sie in einer Dreiergruppe auf Irland und die Niederlande und verloren alle Spiele. Das erste Spiel daheim gegen Irland wurde nur knapp mit 1:2 verloren, danach folgten deutliche Niederlagen ohne eigenen Torerfolg.

### EM 1993 bis 2005
An den nächsten fünf Qualifikationen nahmen die Nordirinnen nicht teil.

### EM 2009 in Finnland
Die EM 2009 fand in Finnland statt. Erstmals nahmen zwölf Mannschaften am Turnier teil. Geändert wurde auch der Qualifikationsmodus. Die 1. Qualifikationsrunde bestritten nur die 20 schwächsten Nationalmannschaften und daran musste auch Nordirland teilnehmen. Bei einem Turnier in der Türkei verloren sie das erste Spiel gegen die Gastgeberinnen mit 0:1, konnten dann gegen Georgien mit 4:0 und damit erstmals ein EM-Qualifikationsspiel gewinnen. Durch einen 5:1-Sieg gegen Kroatien, das gegen die Türkei mit 2:1 gewonnen hatte, waren sie punktgleich mit den Kroatinnen und Türkinnen, die beide gegen Georgien ebenfalls und höher gewonnen hatten. Diese Siege zählten dann aber nicht und im direkten Vergleich waren die Nordirinnen besser, so dass sie die 2. Qualifikations-Runde erreichten. Hier trafen sie auf England, Spanien, Tschechien und Belarus. Die Nordirinnen verloren die ersten sieben Spiele teilweise deutlich und konnten nur im letzten Spiel daheim gegen Belarus einen Punkt gewinnen, so dass sie Gruppenletzte wurden.

### EM 2013 in Schweden
Die EM 2013 fand zum zweiten Mal in Schweden statt. Wieder wurde die Qualifikation von den schwächeren Mannschaften begonnen, diesmal aber nur von den acht schwächsten Teams. Nordirland musste nun erst in der zweiten Runde eingreifen und wurde der Gruppe mit Norwegen zugelost. Weitere Gegner waren Island, Belgien, Ungarn und Bulgarien. Die Nordirinnen starteten mit einem 1:0-Sieg in Bulgarien, das aber alle zehn Spiele verlor. Nach einer 0:2-Heimniederlage gegen Island, konnten sie überraschend mit 3:1 daheim gegen den späteren Gruppensieger Norwegen gewinnen. In Belgien und Ungarn erreichten sie jeweils ein 2:2, danach konnten sie aber nur noch das Heimspiel gegen Bulgarien gewinnen. Die anderen Spiele wurden zwar knpp, aber ohne eigenes Tor verloren, so dass sie am Ende nur Vierte wurden.

### EM 2017 in den Niederlanden
Die EM 2017 fand in den Niederlanden und erstmals mit 16 Mannschaften statt. Nordirland wurde für die Auslosung diesmal in Topf 4 gesetzt und für die Qualifikation in die Gruppe mit der Schweiz, Italien, Tschechien und Georgien gelost. Sie konnten nur die beiden Spiele gegen Georgien gewinnen, das alle acht Spiele verlor, und daheim noch einen Punkt gegen Tschechien gewinnen, was dann nur zum vierten Platz reichte.

### EM 2022 in England
Für die eigentlich für 2021 terminierte EM wurden die Nordirinnen zur Qualifikation in eine Gruppe mit Norwegen, Wales, Belarus und den Färöer gelost. Die Nordirinnen starteten im Spätsommer/Herbst 2019 mit einer 0:6-Heimniederlage gegen Norwegen, einem 2:2 in Wales, verloren dann auch in Norwegen mit 0:6 und erreichten daheim ein torloses Remis gegen Wales. Dann mussten wegen der COVID-19-Pandemie für den April und Juni geplante Spiele verschoben werden. Erst im September 2020 konnte die Qualifikation mit einem 6:0 auf den Färöer fortgesetzt werden. Dann folgten zwei knappe Siege (3:2 und 1:0) gegen Belarus und zum Abschluss ein 5:1 gegen die Färöer. Da die Waliserinnen ebenfalls ihre Spiele gegen Norwegen verloren hatten – allerdings zweimal nur mit 0:1 – und auch beide Spiele gegen die beiden anderen Gegner gewonnen hatten, waren Nordirland und Wales punktgleich, so dass der direkte Vergleich zählte. Hier waren die Nordirinnen aufgrund der Auswärtstorregel im Vorteil und wurden so Gruppenzweite. Sie waren zwar schlechtester Gruppenzweiter, hatten aber noch die Chance sich über zwei Play-off-Spiele für die Endrunde zu qualifizieren. Zugelost wurde ihnen die Ukraine, der zweitschlechteste Gruppenzweite. Im ersten Spiel in der Ukraine konnten die Nordirinnen mit 2:1 gewinnen und dann auch das Rückspiel daheim mit 2:0 für sich entscheiden, so dass sie erstmals und als einziger Neuling für die Endrunde qualifiziert sind. Bei der Auslosung am 28. Oktober 2021 wurde Nordirland in die Gruppe mit Gastgeber England, Österreich und Qualifikationsgegner Norwegen gelost. Nach drei Niederlagen schieden die Nordirinnen als Gruppenletzte aus.

### EM 2025 in der Schweiz
Die Qualifikation lief erstmals unter einem anderen Modus. Analog der UEFA Women’s Nations League wurde in drei Ligen gespielt, wobei sich nur die Gruppensieger und -zweiten der Liga A direkt für die Endrunde qualifizierten. Die Nordirinnen hatten dagegen in Liga B nur die Möglichkeit, sich über die Play-offs zu qualifizieren. Dabei spielten die vier Gruppensieger und die zwei bestplatzierten Gruppenzweiten der Liga B in sechs Partien gegen die übrigen zwei Zweitplatzierten und die vier Drittplatzierten der Liga B. Die sechs Sieger zogen in die zweite Runde ein. Dort trafen sie auf einen Sieger aus den Spielen der Gruppendritten und -vierten der Liga A gegen die fünf Gruppensieger und die drei bestplatzierten Gruppenzweiten der Liga C. Die Nordirinnen trafen in Liga B3 auf Portugal, Bosnien/Herzegowina und Malta. Als Gruppenzweite trafen sie im Play-off-Halbfinale auf Kroatien. Nach einem 1:1 in Varaždin gewannen sie das Rückspiel mit 1:0 nach Verlängerung. Im Play-off-Finale trafen sie auf Ex-Europameister Norwegen und verloren beide Spiele (0:4 und 0:3).

## Endrunden-Spiele
| Nr. | Datum      | Ergebnis | Gegner     | Austragungsort    | Anlass       | Bemerkung |
| --- | ---------- | -------- | ---------- | ----------------- | ------------ | --------- |
| 1   | 07.07.2022 | 1:4      | Norwegen   | Southampton (ENG) | Gruppenspiel |           |
| 2   | 11.07.2022 | 0:2      | Österreich | Southampton (ENG) | Gruppenspiel |           |
| 3   | 15.07.2022 | 0:5      | England    | Southampton (ENG) | Gruppenspiel |           |